# Tony Curtis
Tony Curtis (født Bernard Schwartz; 3. juni 1925, død 29. september 2010) var en amerikansk skuespiller. Han spillede med i mere end 100 spillefilm og medvirkede tillige i en række tv-film og -serier.
Blandt han bedst kendt roller var Joe/Josephine i filmen Ingen er fuldkommen (Some Like It Hot, 1959) med bl.a. Marilyn Monroe og Jack Lemmon og (især i Europa) Danny Wilde i den britiske tv-serie De uheldige helte (The Persuaders!), hvor han spillede sammen med Roger Moore.
Tony Curtis medvirkede endvidere i den danske spillefilm Walter & Carlo i Amerika fra 1989.

## Privat
Curtis var gift fem gange. Det femte ægteskab ophørte, da Curtis afgik ved døden. Far til skuespilleren Jamie Lee Curtis
- Janet Leigh (1951-1962)
- Christine Kaufmann (1963-1967)
- Leslie Allen (1968-1982)
- Lisa Deutsch (1993-1994)
- Jill Vandenberg Curtis (1998-2010)